# Steinerne Bibel (Schöngrabern)
Bei der sogenannten Steinernen Bibel von Schöngrabern handelt es sich um außergewöhnliche romanische Reliefdarstellungen, die an der Apsis der Pfarrkirche im niederösterreichischen Schöngrabern angebracht sind. Sie können als besondere Form einer Biblia pauperum bezeichnet werden.
Die Reliefs an der Apsis, die aus dem ersten Drittel des 13. Jahrhunderts stammt, stellen ein einzigartiges Denkmal einer derartigen Dekoration dar. Der reiche plastische Schmuck ist in Österreich eine einmalige Erscheinung, vergleichbare Gegenstücke gibt es nur in Frankreich und in Italien. Zwischenzeitlich wurde die inzwischen widerlegte These aufgestellt, die Reliefs wären um 1580 vor einem spätreformatorisch-flacianischen Hintergrund entstanden.

## Geschichte
Als Entstehungszeit der Skulpturen geben die meisten Forscher den Zeitraum 1210 bis 1230 an.
Erste Beachtung fand die Apsis der Schöngrabener Kirche im 19. Jahrhundert. Zwischen 1803 und 1805 fertigte der Architekt Karl Friedrich Schinkel Zeichnungen von der „altgothischen Capelle“ an. Die erste Publikation über die Skulpturen stammt vom Kaufmann Matthias Eissl aus dem Jahr 1816. Die erste wissenschaftliche Arbeit über die Reliefs schrieb 1818 der Orient-Forscher Joseph von Hammer-Purgstall, der als Erster die heute umstrittene Meinung vertrat, die Figurengruppen könnten in ihrer Reihenfolge gelesen werden, und zwar in der unteren Apsishälfte von links nach rechts und in der oberen Hälfte in der umgekehrten Richtung von rechts zurück nach links. 1962 wurde der Begriff „Steinerne Bibel“ für dieses Kunstwerk geprägt.

## Beschreibung

### Baubeschreibung

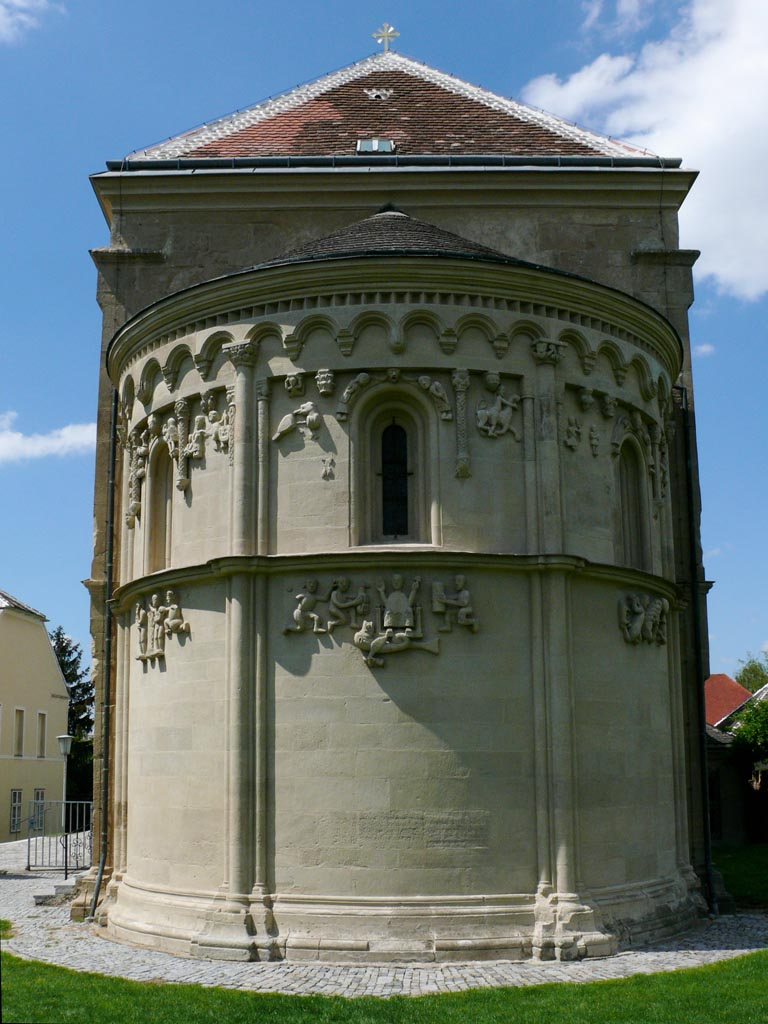
Gliederung der Apsis, Ansicht von Osten

Die halbrunde Apsis wird durch Halbsäulen in drei Joche geteilt. Ein Kordongesims teilt die Joche, so dass insgesamt sechs Rechteckfelder entstehen. Die in den Feldern befindlichen Reliefs behandeln den Kampf zwischen Gut und Böse, Tugend und Laster im weitesten Sinn und greifen dabei auf das Alte und Neue Testamt, auf Fabeln und Tiergeschichten zurück.
Die vier Halbsäulen ruhen über kantigen Basen auf einem profilierten Sockelgesims und tragen einen Rundbogenfries mit Zahnschnitt. Die äußeren Säulen, im Norden und Süden, schließen nicht direkt an das Chorquadrat an, sondern lassen einen kleinen Raum in der Breite eines Rundbogenfrieses als rahmendes Feld frei. Der Rundbogenfries hat insgesamt 20 Bogen, je sechs in der Mitte über den Relieffeldern und je einen außen. Im oberen Drittel werden die durch die Halbsäulen gebildeten Joche durch ein reich profiliertes Gesimsband horizontal geteilt, das über alle vertikalen Gliederungen hinwegläuft und somit die Profile nachformt. Dieses Gesimsband bildet die Basis für die drei schmalen Rundbogenfenster mit Doppelwulstrahmen der Apsis und dient gleichzeitig als Überdachung für die Figurengruppen, die sich knapp darunter befinden.
Etwas unterhalb des Rundbogenfrieses ist die Wand zurückgenommen und lässt einen Architrav entstehen, sodass die Felder vertieft erscheinen. In den so entstehenden Ecken zwischen jedem Joch und den Halbsäulen, die es begrenzen, befinden sich kleinere im oberen Bereich reliefierte Säulchen mit Würfelkapitellen, die oben am Architrav enden und unten auf gekehlten Basen stehen.
Die oberen Felder sind durch Hängesäulchen neben den Fenstern noch einmal in drei Abschnitte gegliedert. Von diesen Hängesäulchen sind nur an der Südseite noch beide erhalten, an der Ost- und Nordseite existiert nur das rechte Säulchen, vom linken Säulchen nur mehr das Kapitell und Reste der Basis.

### Beschreibung der Figurengruppen in den einzelnen Jochen
Die drei Joche enthalten je vier, also insgesamt zwölf Reliefs. In jedem Joch befindet sich ein Relief unterhalb des Fensters und damit unterhalb des Kordongesimses, eines oberhalb des Rundbogenfensters, wo es sich dem Bogen anpasst, und zwei flankieren die durch die Hängesäulchen begrenzte Fensteröffnung.

#### Südliches Joch

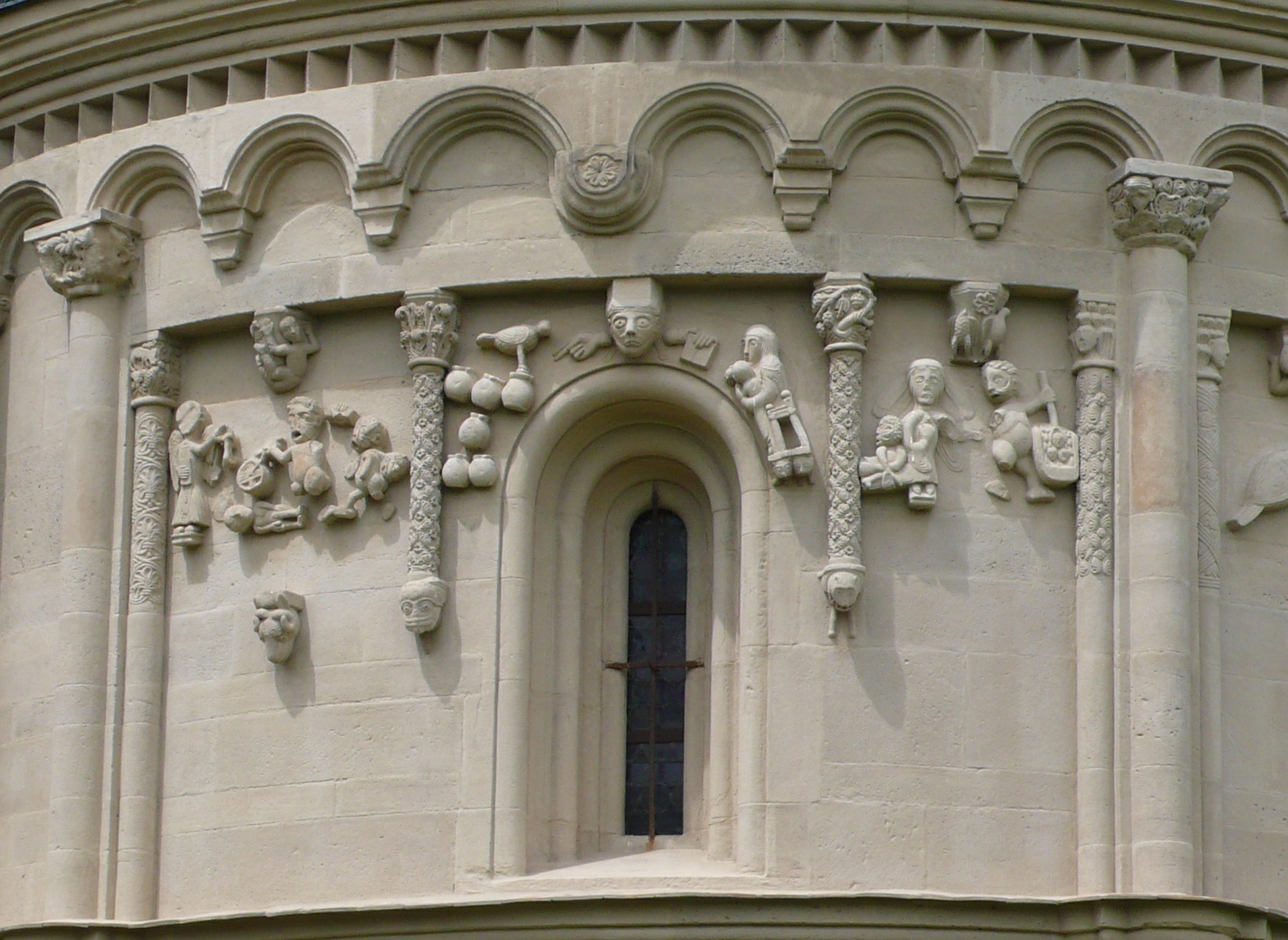
Südliches Joch oben

##### Oben Mitte
Gottvater, flankiert links von Heiliggeisttaube und den Krügen von Kana sowie rechts von thronender Maria mit Kind.
Zwischen dem Rundbogenfenster und dem Architrav dieses Feldes ist ein Kopf mit zwei Händen zu sehen. Auf dem Kopf, der kurze Haupt- und Barthaare trägt, ruht ein Tragstein für den darüber liegenden Architrav. Die eine Hand mit ausgestrecktem Daumen, Zeigefinger und Mittelfinger sowie eingebogenem Ringfinger und kleinem Finger ist segnend nach unten gegen die sechs Krüge geneigt, die andere hält ein aufgeschlagenes Buch. Auf der rechten Seite sitzt Maria mit dem Jesuskind auf einem auf Löwenköpfen ruhenden Thron. Die Gottesmutter trägt ein reich gefaltetes Kleid mit langhängenden Ärmeln, der Kopf ist mit einem Tuch umwunden. Mit der linken Hand hält sie das Kind, mit der rechten reicht sie ihm eine Frucht.

##### Oben Links
Erzengel Michael als Seelenwäger
Diese Figurengruppe ist stark beschädigt, sodass nur einige Details klar erkennbar sind. Der Erzengel Michael hält mit der linken Hand das Buch des Lebens und mit der rechten die Waage. Ihm zu Füßen liegt entblößt der tote Mensch, dessen gute Taten und Sünden gewogen werden sollen. Am linken Rand des Feldes tritt ein Engel als Fürsprecher auf, an der rechten Seite schleppt ein Teufel in einem Sack die Sünden herbei. Oberhalb des Erzengels schwebt die erlöste Seele himmelwärts.
Der Engel trägt über einem Obergewand eine Casula, welche um den Hals und über die Brust schuppenartig verziert ist. Die rechte Hand liegt auf der Brust und hält ein Buch, die linke ist ausgestreckt und hält eine Waage. Die dem Engel zugewendete Schale neigt sich auf seine Seite, die andere ist aufwärts gerichtet. Der Kopf des Engels und die Waage sind stark beschädigt, der Rest der Figur – insbesondere die Flügel – in relativ gutem Zustand.
Eine nackte herbeieilende Gestalt mit gekraustem Haar und fratzenartigem Gesichtsausdruck versucht durch Zulegen eines Gewichtes die leichtere Waagschale zum Sinken zu bringen. Diese Gestalt ist ebenfalls stark beschädigt, es fehlen beide Beine und vom linken Arm ist nur mehr die nach oben gerichtete Hand existent, die ein Buch oder eine Rolle zu halten scheint. Dieser Gestalt folgt eine ähnliche etwas kleinere rasch herbeieilende Figur, die einen Sack zu schleppen scheint. Auch sie ist schwer beschädigt.
Unterhalb der Waage befindet sich eine nackte Gestalt in horizontaler Lage mit geschlossenen Augen. Die Arme sind an den Körper angelegt, die Beine sind gestreckt.
Unter der Figurengruppe ist ein als Widderkopf ausgebildeter Tragstein, darüber befindet sich ein Tragstein für den Architrav in Form einer Figur mit aufwärts gekehrten Armen und Beinen, welche auf dem Kopfe eine Deckplatte hält.

##### Oben Rechts
Verdammung der Eitelkeit (?)
Eine weibliche Figur wird von einem kleinen Teufel bedrängt, der sich mit Händen und Beinen fest an die Schleppe des Kleides klammert. Eine zweite größere und beschädigte Teufelsfigur sticht mit einer Gabel in seiner Linken in einen Kessel mit drei Menschenköpfen.
Die weibliche Gestalt trägt einen großen Schleier, dessen Enden sich an beiden Seiten an der Mauerfläche ausbreiten. Sie ist in ein reich gefälteltes Kleid mit hängenden Ärmeln gehüllt, das am Hals durch einen Streifen abgegrenzt ist. Das Kleid hat eine Schleppe, auf welcher eine kleine nackte Figur mit unnatürlich langen Armen sitzt, die sich teilweise mit dieser Schleppe und Teilen des Schleiers verhüllt. Unter dem Kleid werden die mit Spitzschuhen bekleideten Füße sichtbar.
Die rechte Hand der weiblichen Gestalt ist an die Brust gelegt als würde sie nach einem viereckigen rautenförmig verzierten Medaillon deuten, das sie um den Hals trägt. Der linke Arm ist abgebrochen und nur durch die Abbruchspuren an der Wand zu erahnen. Im ursprünglichen Zustand wurde die linke Hand von der mittlerweile ebenfalls stark beschädigten nackten unförmlichen Gestalt an ihrer Seite angefasst, welche mit der linken Hand eine Gabel hält. Diese Gabel ist in einen im Querschnitt sichtbaren Kessel mit drei Menschenköpfen getaucht.
Oberhalb der Figurengruppe befindet sich ein aus zwei Vögeln gebildeter Tragstein. Zwischen den beiden Vögeln, welche die Köpfe zur Seite gewendet haben, ist ein blütenförmiges Ornament angebracht. Das Gefieder eines Vogels ist präzise gearbeitet und gut erhalten.

##### Unten
Sündenfall.

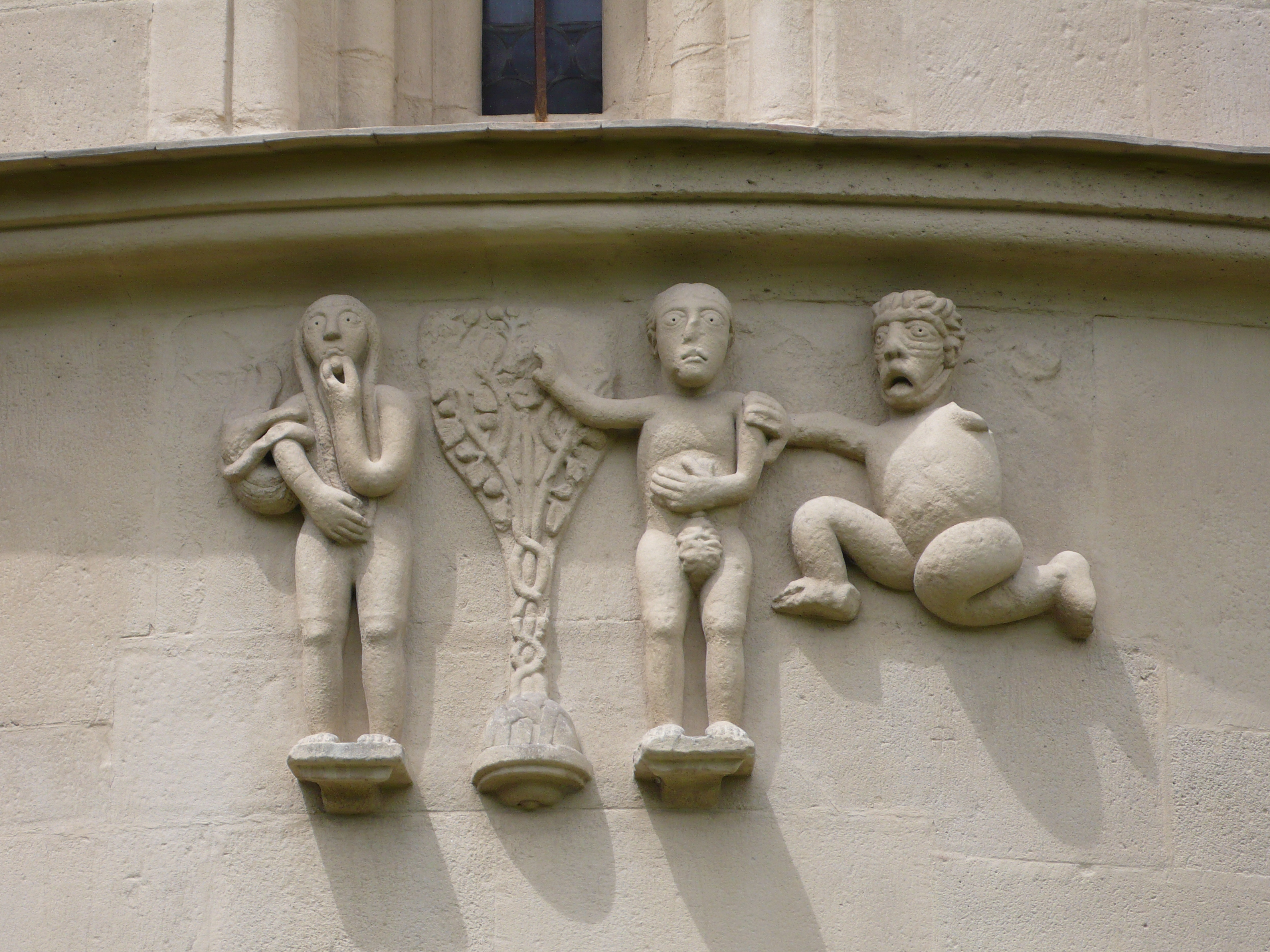
Südliches Joch unten

Unmittelbar unter dem profilierten Gurtgesims befindet sich die vierteilige Figurengruppe bestehend aus Eva, dem Baum der Erkenntnis, Adam und einem Teufel.
Auf einem Tragstein steht die nackte Eva. Sie ist mit langen Zöpfen dargestellt, die über die Brust herabfallen. In der linken Hand hält sie eine Frucht, von der sie isst. Die rechte Hand sucht ihre Blöße zu bedecken, der Arm wird von einem kleinen Drachen umschlungen, dessen Kopf abgebrochen und dessen Hinterteil beschädigt ist.
Zwischen Adam und Eva steht auf einer Konsole der ornamental behandelte Baum der Erkenntnis. Er hat verflochtene Wurzeln, drei verschlungene Stämme, die sich in der Krone weiter verzweigen, Blätter und Früchte. Der obere Teil des Baumes ist beschädigt.
Die Figur des nackten Adam steht ebenfalls auf einem Tragstein und pflückt mit der rechten Hand eine Frucht vom Baum. Die Linke liegt auf dem Magen als hätte er bereits von der verbotenen Frucht gegessen. Sie hält ein Blattbündel, das die Blöße bedeckt.
Der in kniender Stellung herbeieilende Teufel an der rechten Seite der Figurengruppe hat Adam an der linken Schulter gepackt. Die Figur des Teufels zeigt einen abschreckenden Gesichtsausdruck, hat unförmig aufgeschwollene Gliedmaßen und wellenförmig emporstrebende Haare. Sie unterscheidet sich wesentlich von der zwar unbeholfenen, jedoch keineswegs unnatürlichen Darstellungsweise der beiden anderen Figuren.
Auf einem Quader der unteren Zone zwischen dem Chorquadrat und der ersten Halbsäule befindet sich eine mit 1585 datierte Gedenkinschrift für den Rektor Niclas Eighorn.

#### Östliches Joch

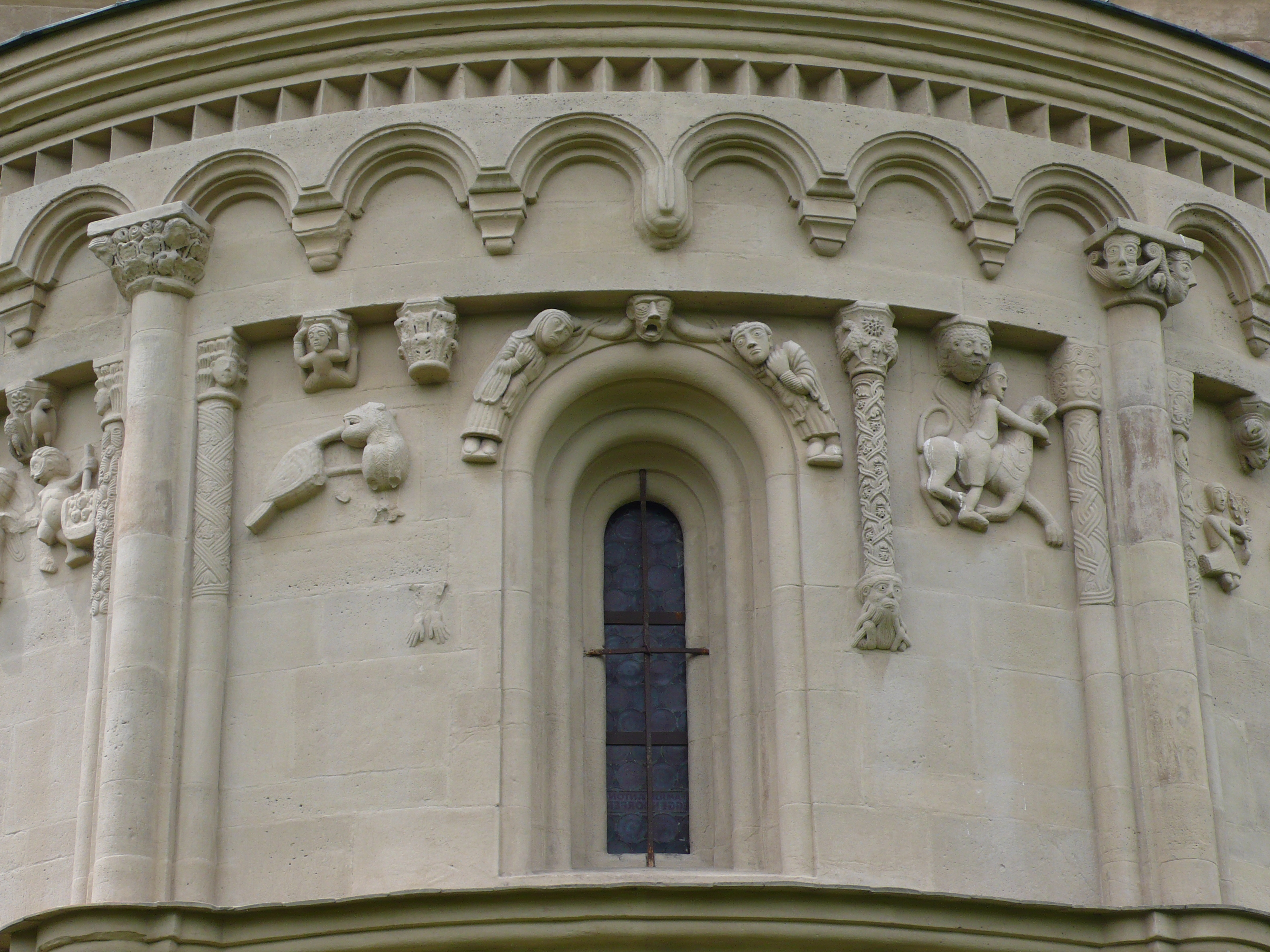
Östliches Joch oben

##### Oben Mitte
Die Hölle, symbolisiert durch Nonne und Mönch im Kampf mit dem Teufel.
Die Ähnlichkeit dieser Figurengruppe mit jener aus der Mitte des nördlichen Jochs ist unverkennbar. Auch hier schmiegen sich zwei menschliche Figuren – offenbar eine Nonne und ein Mönch – um die Rundung des Apsisfensters, die von einem Teufel mit verzerrtem Gesicht und herausgestreckter Zunge an den Haaren gepackt werden. Beide Figuren sind mit einem Band an den Teufelskopf gefesselt.
Die links auf einem Tragstein stehende weibliche Figur trägt ein langes Kleid mit weiten ausgeschnittenen und herabfallenden Ärmeln, wodurch die eng anliegenden Ärmel des Unterkleides sichtbar werden, welche in Querfalten gelegt sind. Über dem Kopf trägt sie ein bis über die Schultern herabfallendes Schleiertuch, die Hände hat sie auf die Brust gelegt.
Die männliche Figur rechts steht ebenfalls auf einem kleinen Tragstein. Sie hat die Arme aufwärts gegen den Hals gerichtet als ob sie das Band, mit welchem sie an den Teufelskopf gefesselt ist, lockern wollte. Sie trägt Stiefel und ein Oberkleid, dessen lange anliegende Ärmel zahlreiche kleine Querfalten haben. Darüber hängt ein Mantel, der zu beiden Seiten der Arme herabfällt.

##### Oben Links
Wolf und Kranich.
Beide Figuren sind beschädigt. Ein Fuß des Vogels sowie beide Beine des Wolfes sind abgebrochen. Es ist noch zu erkennen, dass sich der Kranich mit Arglosigkeit dem Bösen ausliefert.
Über dieser Figurengruppe befindet sich ein Tragstein für den Architrav in Form einer Figur mit aufwärts gekehrten Armen und Beinen, die auf dem Kopf eine Deckplatte hält. Rechts daneben sind die Reste eines Hängesäulchens bestehend aus dem Kapitell und zwei Händen, die Bestandteil des Tragsteines waren.

##### Oben Rechts
Samson mit dem Löwen. (Ri 14,6 )
Samson mit Helm und Rüstung und langem in einen Zopf geflochtenen Kopfhaar sitzt auf dem Löwen, dem er mit der rechten Hand ins Maul gegriffen hat um ihn in Stücke zu reißen. Bekleidet ist er mit einem eng anliegenden Gewand, das teilweise über dem Rücken des Löwen liegt. Hinter der Gestalt ist eine fliegende Draperie zu erkennen, die aufgrund der witterungsbedingten Beschädigung des Steines nicht klar zuzuordnen ist. Möglicherweise ist sie Bestandteil eines Mantels, den Samson über dem Gewand trägt beziehungsweise getragen hat.

##### Unten

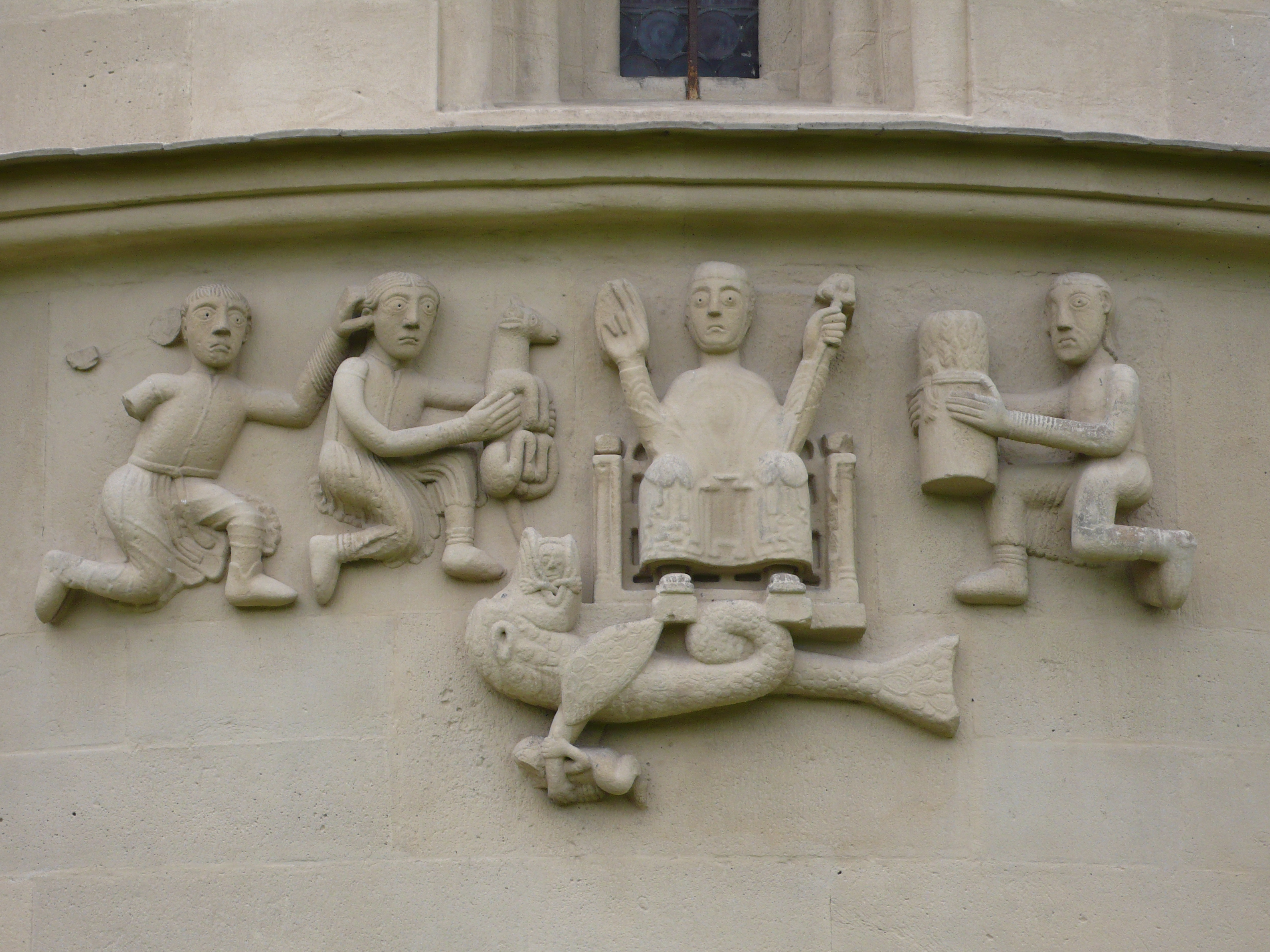
Östliches Joch unten

Die Opfer Kains und Abels vor dem Thron Gottes.
Im Zentrum dieser Figurengruppe sitzt auf einem mit kleinen Säulchen und Kapitellen gezierten Thron über einem Drachen mit Fischschwanz Gottvater. Er ist mit kurzem Bart- und Haupthaar dargestellt und trägt ein langes mit Ärmeln versehenes Obergewand. Zwei Überwürfe vollenden die Bekleidung: Ein längerer, welcher in breite, flache Falten gelegt ist und fast das Ende des Obergewandes erreicht und ein kürzerer, welcher bis in den Schoss reicht. Die nackten Füße ruhen auf kleinen Schemeln. Die rechte Hand mit ausgestrecktem Daumen, Zeigefinger und Mittelfinger sowie eingebogenem Ringfinger und kleinem Finger ist segnend zu Abel erhoben. Die linke Hand hält Kain ein Zepter entgegen, dessen oberes Ende eine lilienartige aus drei Kugeln gebildete Bekrönung trägt.
Zu beiden Seiten des Thrones knien Kain und Abel mit ihren Opfergaben: Rechts Kain mit einem durch ein Band zusammengehaltenem Garbenbündel, links Abel mit einem Lamm.
Die Figur des Kain trägt ein langes Obergewand, das um die Hüften mit einem Gürtel zusammengehalten wird. Es hat kurze Ärmel und lässt die bis zum Handgelenk reichenden Ärmel eines Untergewandes sichtbar werden. Die Figur hat lange hinter die Ohren gelegte Haare, die Füße sind mit Halbstiefeln bekleidet.
Abel ist ähnlich bekleidet wie Kain, nur ist das Oberkleid um den Hals und vorne über die Brust herab mit einem Steifen verziert. Auch der Haarwuchs entspricht jenem von Kain. Eine links hinter ihm angebrachte herbeieilende Gestalt, deren rechter Arm abgebrochen ist, packt Abel beim Ohr. Aus den Abbruchspuren an der Fassade lässt sich erkennen, dass dieser Arm nach oben gebogen war. Die Stellung, Bekleidung und der Gesichtsausdruck dieser Figur sind jenen der beiden opfernden Figuren gleich.
Der fischähnlich beschuppte Drache mit geschlungenem Schwanz unterhalb des Thrones verschlingt eben einen Menschen, der sich aus dem Maul zu befreien versucht. In der Mitte hat der Drachen zwei flossenartige Arme mit Krallen, mit denen er eine zweite nackte Gestalt in horizontaler Lage gepackt hat.
Ein Quader der dritten Quaderschicht oberhalb des Sockelsimses trägt eine mit 1580 bezeichnete, mit einem Kreuz eingeleitete und teilweise unkenntlich gemachte Inschrift.

#### Nördliches Joch

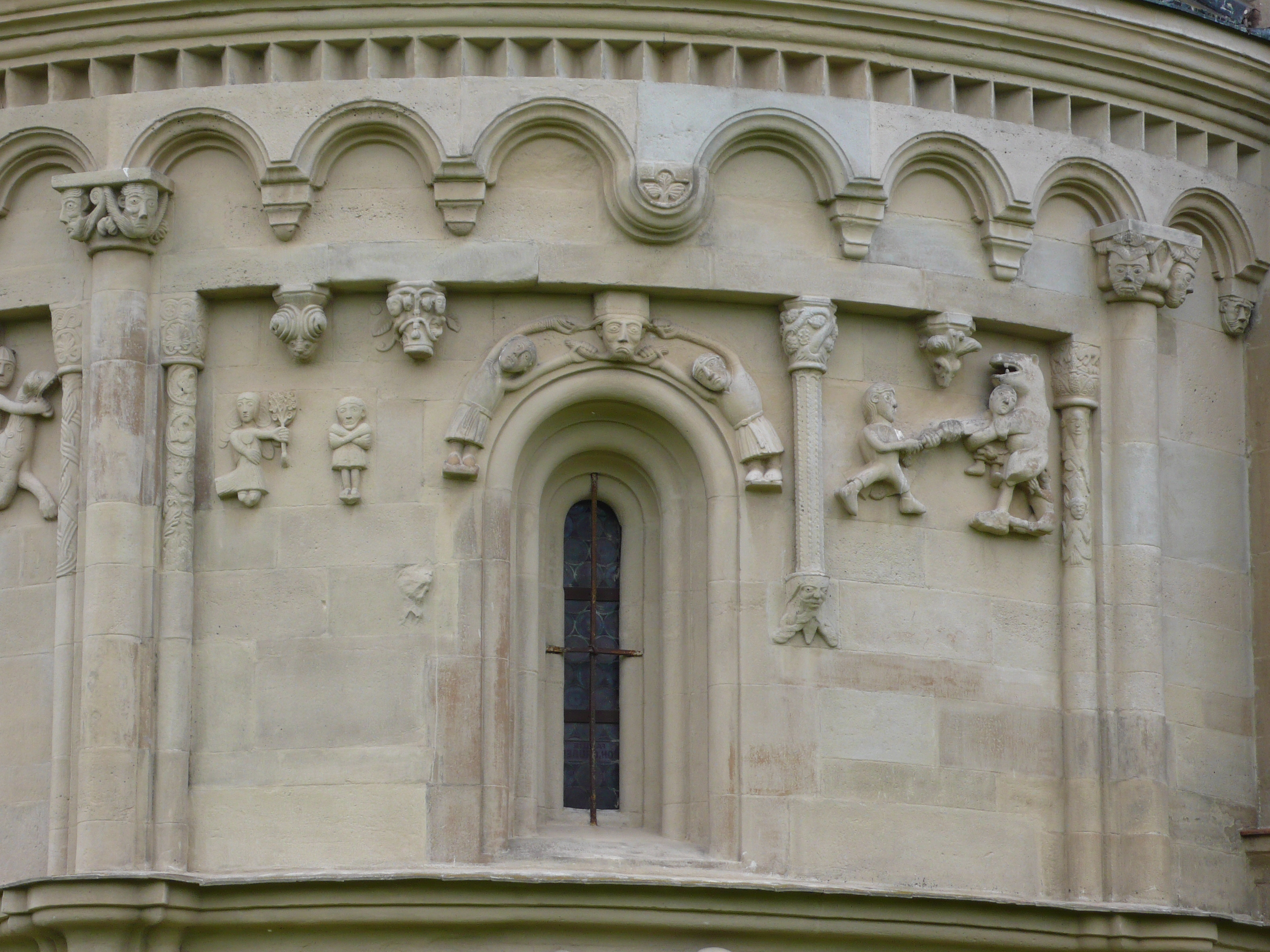
Nördliches Joch oben

##### Oben Mitte
„Menschen hängen am Guten“, Symbol für den Himmel.
Ober dem Rundfenster befindet sich ein männlicher Kopf mit langem Bart und langem Haar. Auf dem Kopf ruht ein Tragstein für den darüber liegenden Architrav. An den Bart- und Haarsträhnen halten sich zwei auf Tragsteinen stehende männliche Figuren fest und bilden die Umrahmung des Fensterbogens. Sie tragen Halbstiefel, ihre Kleidung besteht aus Oberkleidern, welche um die Hüften mit einem Gürtel zusammengefasst ist.

##### Oben Links
Versuchung des Mannes.
Eine weibliche Gestalt hält in der rechten Hand einen runden Spiegel, während sie mit der linken einer männlichen Gestalt ein kleines blühendes Bäumchen entgegenhält. Sie ist mit einem langen Kleid mit hängenden Ärmeln und einer nach links gezogenen Schleppe bekleidet. Vom Unterkleid sind nur die engen Ärmel mit parallelen Falten sichtbar. Die Figur trägt einen Schleier, der sich in reicher Faltung an der Wandfläche ausbreitet.
Die männliche Gestalt hält die Arme in abwehrender Geste über der Brust verschränkt. Sie steht auf einem kleinen Tragstein, trägt kurzes Haar mit Mittelscheitel und ein bis zu den Knien reichendes Oberkleid. Die Beine sind nackt.

##### Oben Rechts
Kampf gegen den Bären.
Ein aufrecht stehender Bär hat mit der linken Pranke einen Menschen erfasst, der ihm mit der rechten Hand einen Dolch in die Seite stoßen will. Ihm kommt ein Jäger zu Hilfe, der mit beiden Händen eine gegen den Bären gerichtete Lanze hält, welche dieser mit der rechten Pranke ergreifen will. Der Jäger trägt langes, gescheiteltes Haar, Halbstiefel und ein Oberkleid mit eng anliegenden Ärmeln. Er wird von einem Hund begleitet, der den Bären von rückwärts anfällt.

##### Unten
Kampf mit dem Löwen.

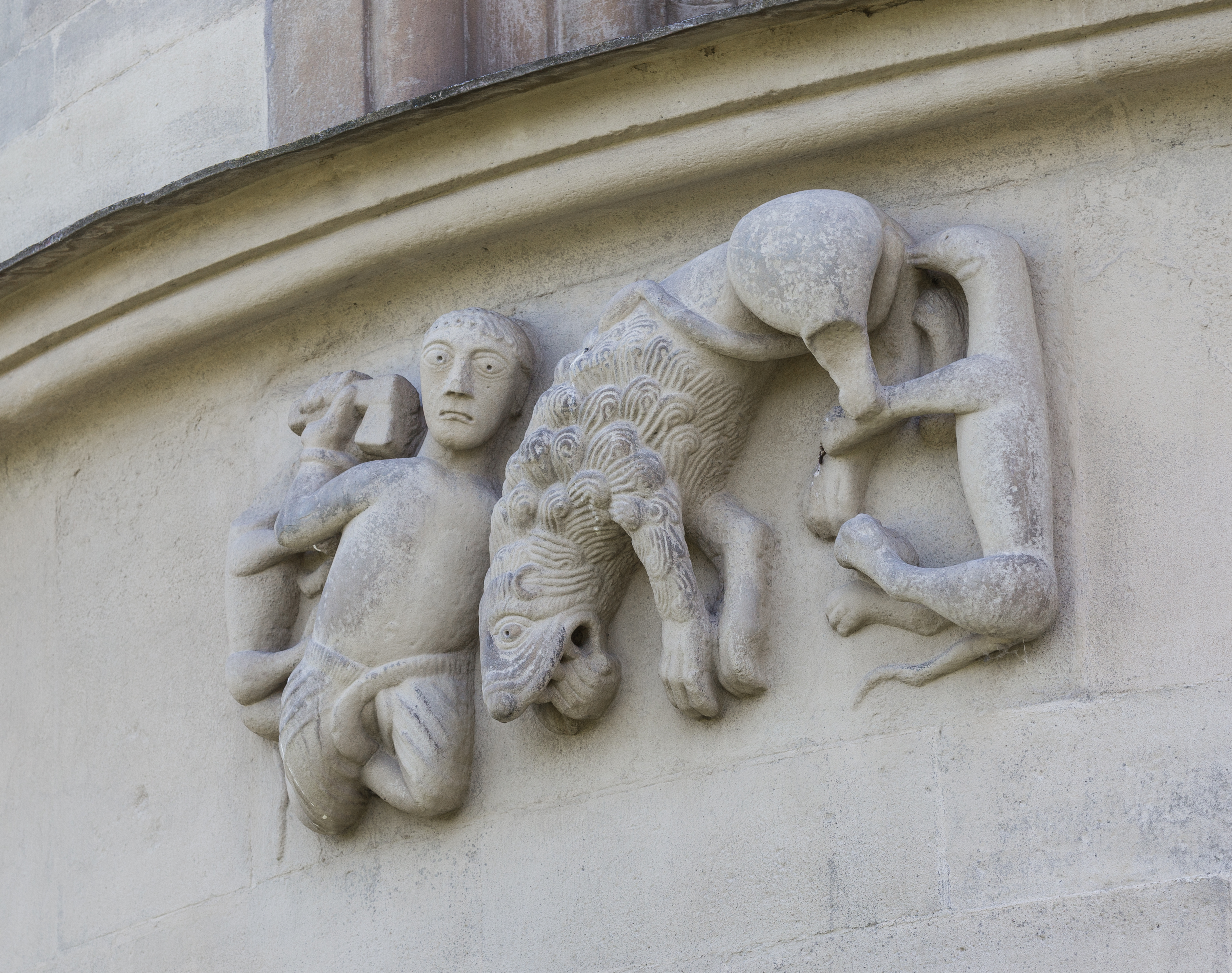
Nördliches Joch unten

Ein mit einem Lendenschurz bekleideter Jäger mit nacktem Oberkörper hat die rechte Hand mit einer Streitaxt zum Schlag gegen einen Löwen erhoben, mit der linken greift er ihm in den Rachen. Die Falten des Lendenschurzes legen sich um die nach oben gebogenen Füße der Figur. Der Jäger wird von zwei Hunden begleitet. Einen führt er am rechten Arm an der Leine, der andere hat den Löwen von hinten angefallen. Die Figurengruppe erstreckt sich nur über einen einzigen Steinquader, daher sind beide Hunde aus Platzgründen vertikal dargestellt. Der linke Hinterfuß des Löwen sowie der Kopf des einen Hundes sind abgebrochen.